# ワカクサタケ
ワカクサタケ (若草茸、学名: Gliophorus psittacinus) はハラタケ目、Hygrocybaceae ワカクサタケ属の小型のキノコ（菌類）。別名、ロクショウガサともよばれる。英語圏では Parrot Toadstool や Parrot Waxcap などとも呼ばれる。北ヨーロッパで見つかっている。ワカクサタケには最低でも H. psittacina var. psittacina と H. psittacina var. perplexa の2つの亜種があることが知られている。後者は元々は H. perplexa の名で独立種として記載されたものである。
ワカクサタケ属は傘と柄に強い粘性を持つことが特徴として知られる。以前ワカクサタケはアカヤマタケ属に含められていたが、近年の分子系統学的結果から単独の属とするのが妥当とされ、ワカクサタケ属として独立分離している。

## 分布・生態
H. psittacina var. psittacinaは広範な生息域を持っており西ヨーロッパ、アイスランド、グリーンランド、アメリカ、南アフリカ、日本などで見つかる。ヨーロッパではどうやら生息環境の悪化から数を減らしているようである。オーストラリアにおけるこの種の過去の記録は、再検討の結果、これと似たHygrocybe graminicolor、H. stevensoniaeであることが判明している。
H. psittacina var. perplexaは西ヨーロッパ、アメリカ、日本で記録されており、オーストラリアでは東ビクトリア近辺で見つかったとされる記録が1つある。
腐生菌（腐生性）。夏（梅雨）から秋にかけて、草地または林内の道端などの地上に群生から散生する。

## 形態
子実体は傘と柄からなる。傘は中心部がやや凸の饅頭型であり、大きさは0.5 - 3センチメートル (cm) 程度の直径である。若いうちは厚い粘液層に覆われているため緑色が目立つが、時間がたつと緑色の粘液が失われて地色の黄色から橙色に変わっていく。はじめはまんじゅう形から円錐形で、のちにやや平らに開く。傘の周縁部は緑色を帯びた条線を現す。湿っているときは全体にぬめりがあるが、乾燥したときは蝋細工のような質感になる。ヒダは黄色で、やや疎らもしくはやや密に配列し、柄に対して直生から上生する。
柄は中空で、長さ3 - 6 cmであり、上下同大。表面は滑らかで粘性が強く、はじめは傘と同様に緑色をしているが、乾いてくると黄色を帯び、のちに下部が色褪せた後も柄の上部には緑色が長く残りやすい。
傘裏のヒダは垂生から上生し、やや疎になっており、薄く緑っぽい黄色をしている。担子胞子は7 - 9 × 4.5 - 5マイクロメートル (μm) の楕円形。胞子紋の色は白色。
軸の先端部の緑色は古い標本でも残る。

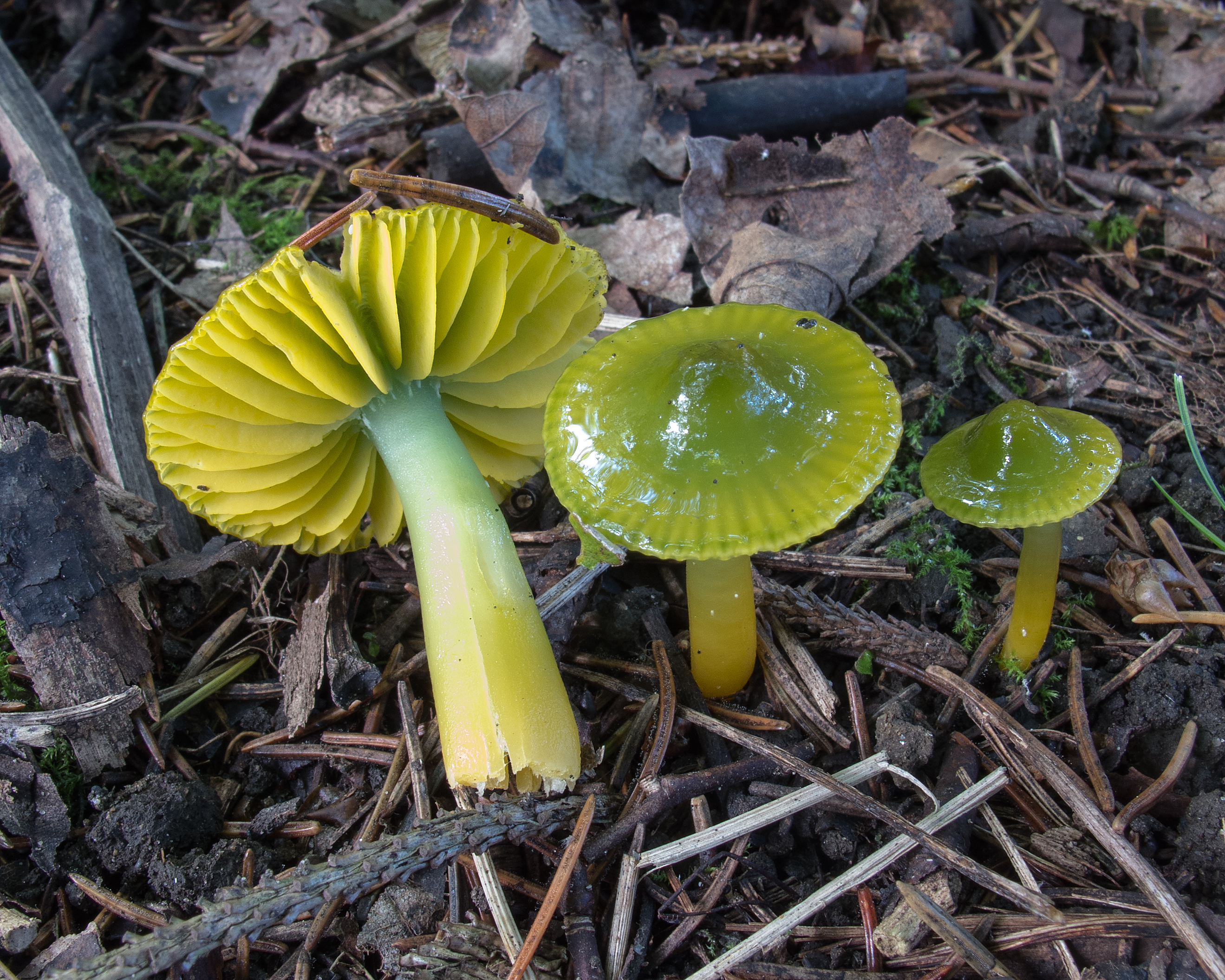
全体が緑色の粘液で覆われる
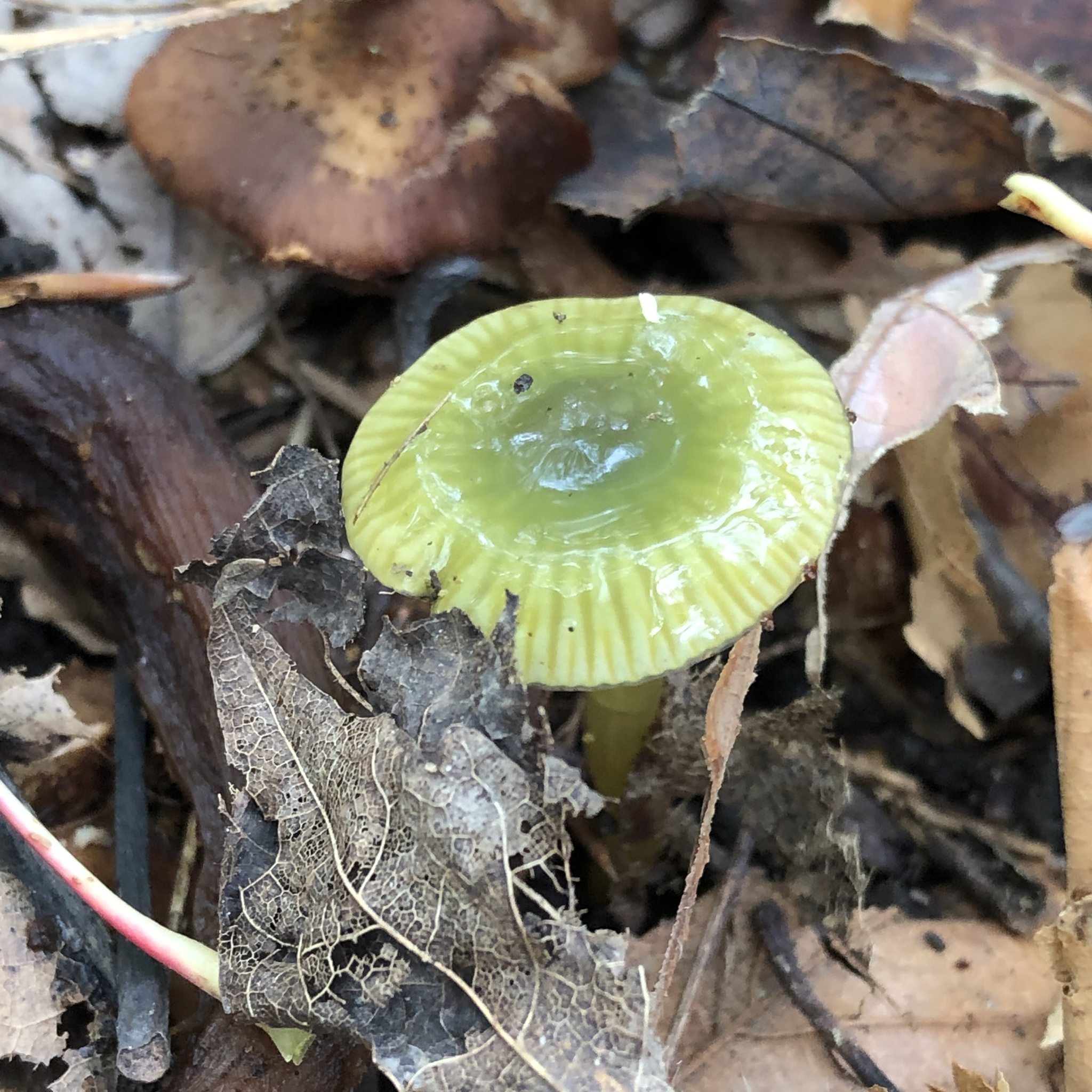
傘の縁には緑色の条線が現れる
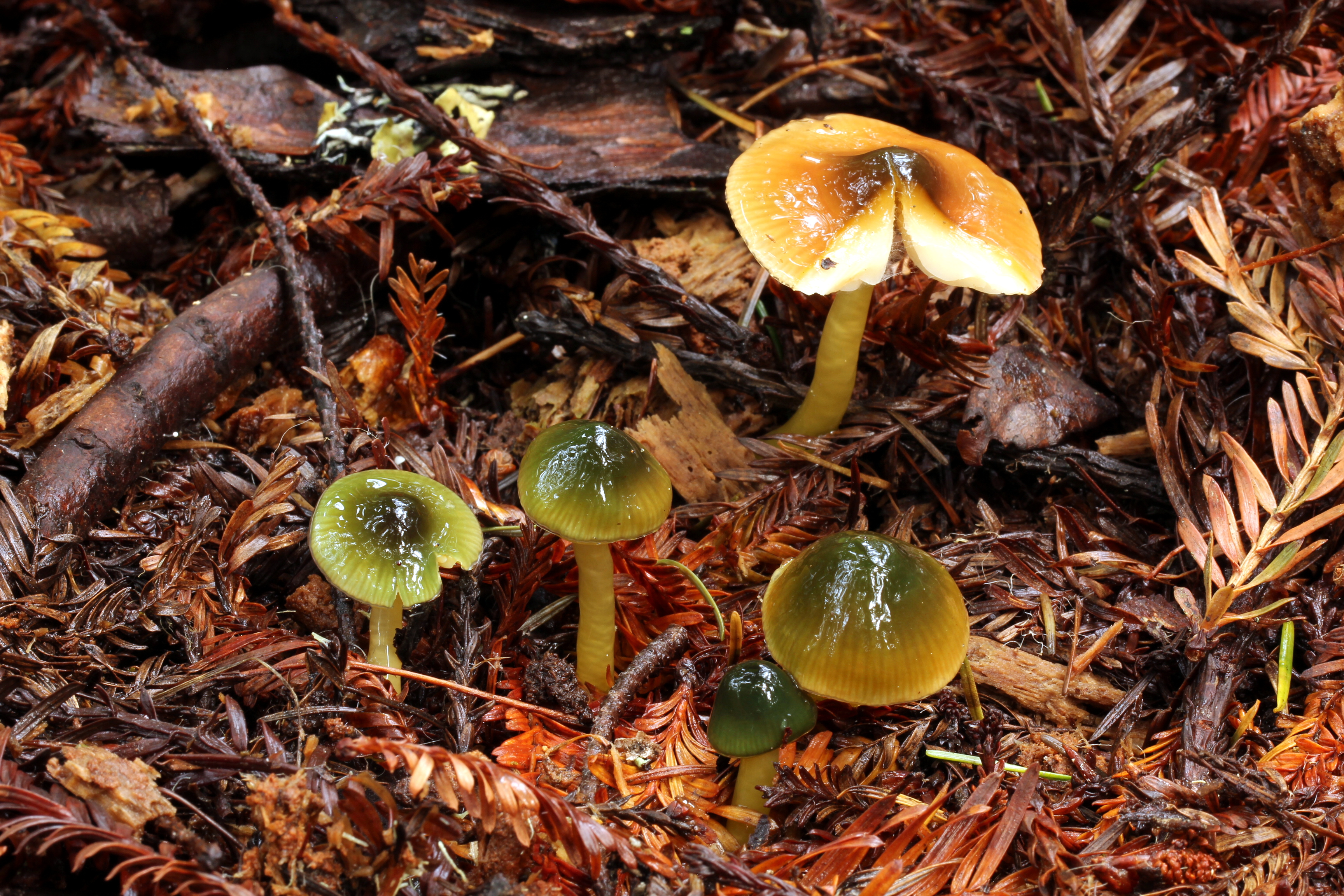
粘液が失われて緑色が抜けてきた子実体

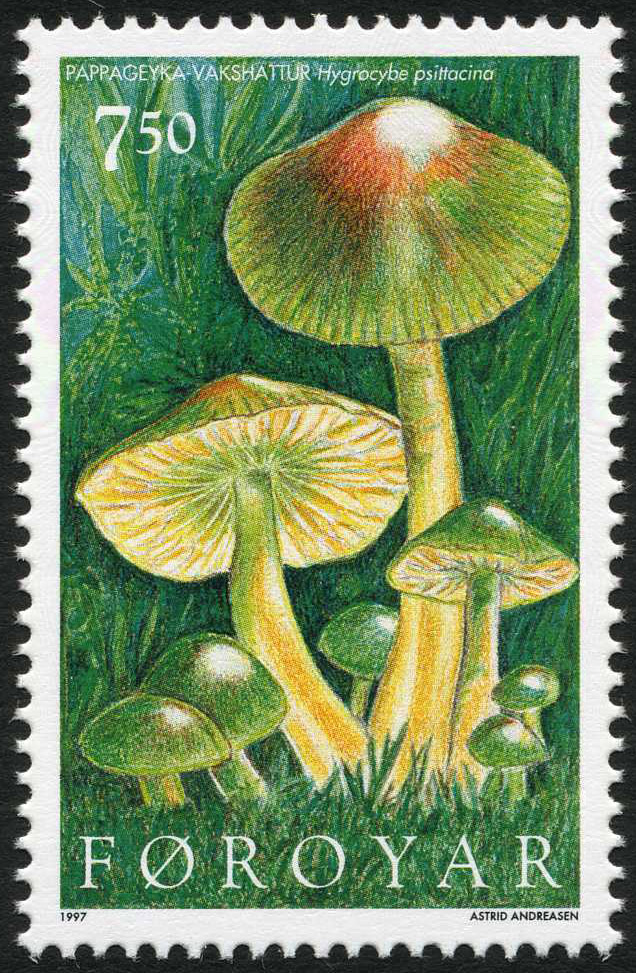
フェロー諸島の切手

## 食毒性
食用にすることもあるが注意を要するキノコである。食用不適とする図鑑もあるが、この種はいくらかの図鑑では食することができるとされている。しかしながら、本種を20本以上一度に摂取すると消化器疾患の原因になる。
また日本国外産のワカクサタケから、微量の毒成分が分離されているので注意が必要である。毒成分としてシロシビンが検出されており、頭痛、めまい、平衡感覚の喪失、血圧降下、幻覚、精神錯乱、暴力など中枢神経系の中毒を起こす可能性がある。独特の匂いや味は存在しない。

## 似ているキノコ
類似種のトガリワカクサタケ（Hygrophorus olivaceoviridis、ヌメリガサ科）は粘液に覆われず、傘の中央が突出するが、本種ワカクサタケは粘液に覆われ傘の中央が突出しないので区別できる。しかし、他にもよく似た複数種のキノコが存在し、これらとの区別は容易ではない。ヒスイタケ（Hygrocybe sp.）のような美麗な種が知られている。